# Луис (Канзас)
Луис (енгл. Lewis) град је у америчкој савезној држави Канзас.

## Демографија
По попису из 2010. године број становника је 451, што је 35 (-7,2%) становника мање него 2000. године.
| Група             | 2000.       | 2010.       |
| Белци             | 315 (64,8%) | 247 (54,8%) |
| Афроамериканци    | 1 (0,2%)    | 6 (1,3%)    |
| Азијати           | 0 (0,0%)    | 0 (0,0%)    |
| Хиспаноамериканци | 166 (34,2%) | 197 (43,7%) |
| Укупно            | 486         | 451         |